# Etymologie des Begriffs Tee

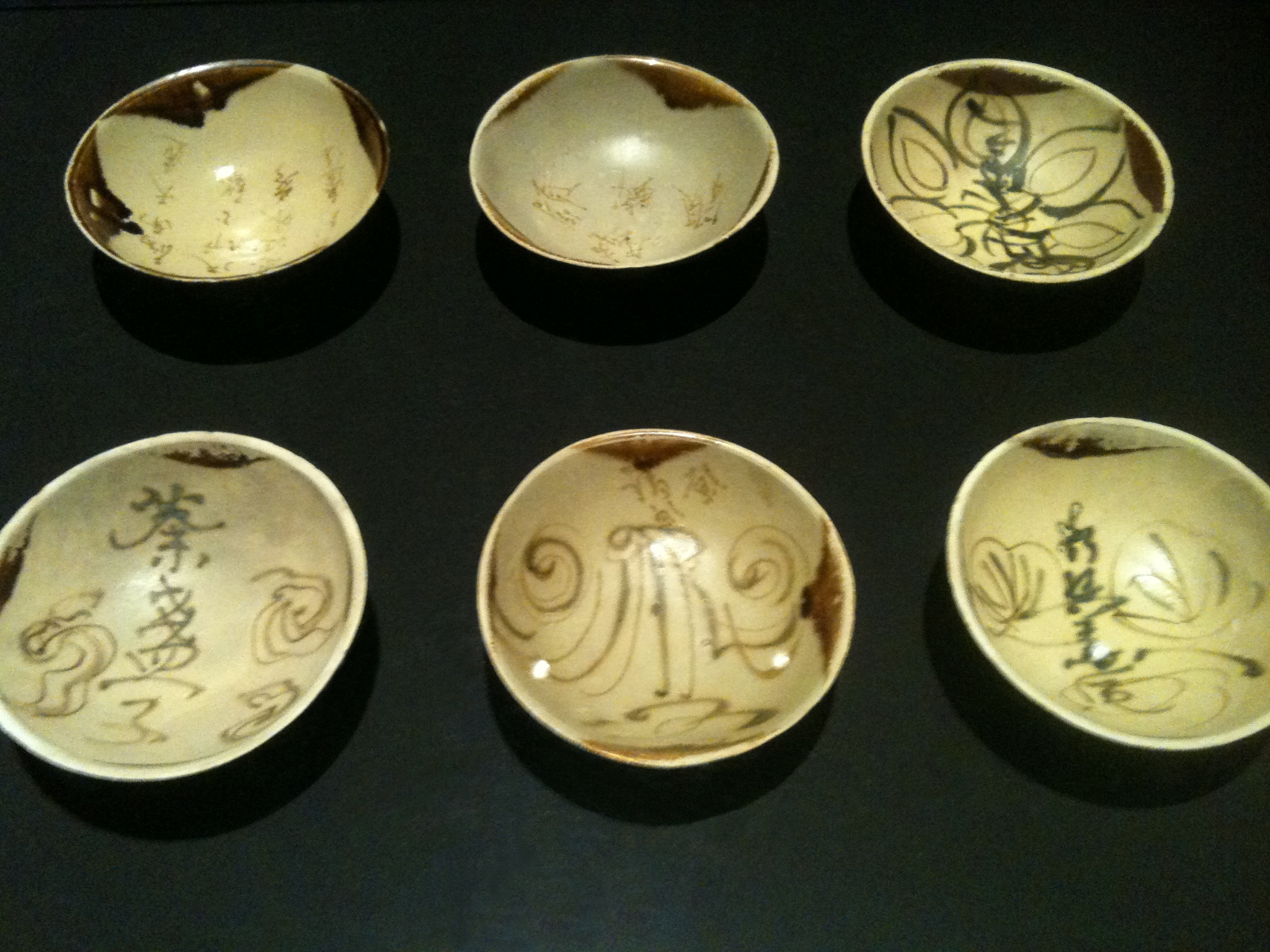
Teeschalen aus dem Belitung-Schiffswrack (Tang-Zeit), datiert 826. Linke untere Schale mit Schriftzug tu zhan zi – 荼盞子 unter Verwendung des historischen Begriffs und Schriftzeichens „荼 – tú“ für Tee – 茶 chá.

Die Etymologie des Begriffs Tee kann auf die unterschiedlichen Aussprachen des Wortes in der chinesischen Sprache zurückgeführt werden. Nahezu alle weltweit verwendeten Begriffe für Tee gehören zu drei großen Wortgruppen: Te, cha und chai spiegeln die Geschichte der Ausbreitung der Teekultur und des Teehandels von China aus über die Erde wider. In den seltenen Fällen, in denen von diesen Gruppen abweichende Bezeichnungen für Tee verwendet werden, sind die Begriffe meistens aus den Sprachen ethnischer Minderheiten aus den Ursprungsregionen der Teepflanze abgeleitet, aus denen sich letztlich die chinesischen Begriffe entwickelt haben.

## Aussprache

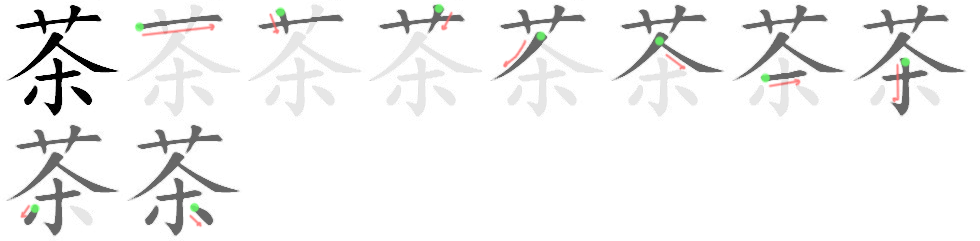
Schreibung des chinesischen Schriftzeichens 茶 – chá.

Das chinesische Schriftzeichen für Tee ist 茶, ursprünglich mit einem zusätzlichen horizontalen Strich als 荼 (ausgesprochen tu ‚bittere Pflanze‘). Seine heutige Gestalt erhielt das Schriftzeichen zur Zeit der Tang-Dynastie durch Lu Yu in seinem klassischen Werk Chajing (Buch vom Tee).
In den verschiedenen Varianten der chinesischen Sprache wird das Wort unterschiedlich ausgesprochen: chá in Mandarin, zo und dzo in Wu, chàh oder caa4 in Yue, ta oder te in Min. Lee (2008) nimmt an, dass die unterschiedlichen Aussprachen von den unterschiedlichen Begriffen für Tee im alten China stammen. Aus tu (荼) könnte beispielsweise tê entstanden sein; Phonologie-Forscher stellten dagegen die Theorie auf, dass cha, te und dzo aus derselben Wurzel – mit der rekonstruierten hypothetischen Aussprache dra – stammen (dr steht für einen Einzelkonsonanten für den Retroflex d). Dieser habe sich im Lauf der Zeit durch Lautverschiebung verändert. Weitere alte Begriffe für Tee sind jia (檟, ‚bitterer tu‘ zur Hanzeit), she (蔎), ming (茗, ‚feiner, besonders zarter Tee‘) und chuan (荈), wobei ming als einziges Wort für Tee weiter in Gebrauch blieb. In den meisten chinesischen Sprachen, wie Mandarin und Kantonesisch wird das Wort etwa wie cha ausgesprochen, verschiedene Formen des Hokkien an der chinesischen Südküste und in Südostasien sprechen es wie teh aus. Diese beiden Aussprachevarianten sind auf unterschiedlichen Wegen in andere Sprachen der Welt gelangt:
- Te ist abgeleitet vom Amoy-Dialekt[12] – auch Xiamen-Hokkien genannt – (tê) der südlichen Provinz Fujian. Die Hafenstädte Xiamen (Amoy) und Quanzhou waren früher Handelsplätze für westeuropäische Händler wie beispielsweise die Niederländer. Diese könnten das Wort direkt in Fujian, auf ihren Handelsposten auf Taiwan, oder indirekt von malaiischen Händlern in der Provinz Banten im Westen Javas kennengelernt haben.[13] Aus dem Niederländischen verbreitete sich der Begriff dann in andere westeuropäische Sprachen, darunter das französische thé, spanisch té und deutsch Tee. Nach dem Deutschen Wörterbuch der Brüder Grimm wurde das Wort im 17. Jahrhundert aus dem niederländischen thee ins Deutsche übernommen.

- Cha ist aus dem kantonesischen Wort chàh abgeleitet, der Sprache der Provinz Guangzhou (Kanton) und der Hafenstädte Hongkong und Macau. Auch an diesen bedeutenden Handelsplätzen konnten westliche Händler, besonders die Portugiesen, den Begriff kennenlernen und schon im 16. Jahrhundert nach Indien weitertragen. Die Aussprache von cha im Koreanischen und Japanischen fand aufgrund geografischer Nähe durch Handelskontakte und Kulturaustausch schon zu früherer Zeit Eingang in die jeweiligen Sprachen.

- Chai, die dritte Form, ist wahrscheinlich aus dem persischen چای chay entstanden. Beide Formen, châ und chây, finden sich in persischen Wörterbüchern.[14] Diese könnten von der nordchinesischen Sprechweise chá stammen,[15] die auf dem Landweg über die Seidenstraße nach Zentralasien und weiter nach Persien gelangt war und dort das persische Suffix -yi erhielt, bevor es dann weiter ins Arabische, Türkische und Russische und weitere Sprachen übernommen wurde.[16] Die Aussprache chai gelangte über das Mogulreich nach Indien, und über die Urdu-Sprache ins Englische.[3] In der englischen Sprache sind alle drei Formen bekannt: cha oder char (beide ausgesprochen 'tʃɑː) nachweisbar seit dem späten 16. Jahrhundert;[17] tea, seit dem 17. Jahrhundert;[18] und im 20. Jahrhundert schließlich chai.[19]

Sino-Xenische Sprachen, also solche, die mittelchinesische Lehnwörter in ihren Wortschatz integrierten, wie Vietnamesisch, Zhuang, Tibetisch, Koreanisch und Japanisch haben ihre Begriffe für Tee früher und aus anderen chinesischen Sprachformen angenommen. Obwohl sie normalerweise die Aussprache cha verwendet, sind in der japanischen Sprache noch die Aussprachevarianten ta und da bekannt, aber nicht mehr gebräuchlich. Auch das Koreanische kennt noch ta zusätzlich zu cha, und Vietnamesisch trà zusätzlich zu chè. Die japanischen Aussprachevarianten entstammen unterschiedlichen Zeiten, zu denen die Begriffe Eingang in den Sprachgebrauch gefunden hatten: Ta entstammt dem Tang-Hof in Chang’an, also aus dem Mittelchinesischen; da kommt aus dem Sprachgebrauch der Südlichen Dynastie in Nanjing, wo der Konsonant noch stimmhaft als zo ausgesprochen wurde. Vietnamesisch und Zhuang sprechen cha nach südchinesischer Art aus.
Die wenigen Ausnahmen, bei denen die Begriffe für Tee nicht den drei Großgruppen te, cha und chai entstammen, kommen aus regionalen Sprachen der Ursprungsregionen der Teepflanze. Beispiele hierfür sind la (importierter Tee) und miiem (wilder, in den Bergen gesammelter Tee) aus der Sprache der Wa-Völker im Nordosten Burmas und im südwestlichen Yunnan und lahpet (ein Gericht aus fermentiertem oder sauer eingelegten Teeblättern) in Birmanisch. Austroasiatische Sprachen kennen die Begriffe meng (fermentierte Teeblätter) in Lamet, miang (fermentierter Tee) in Thai ebenso wie die Sprachen der tibetobirmanischen und Tai-Sprachfamilien, die in Südostasien und im Südwesten Chinas gesprochen werden. Die chinesischen Begriffe tu, cha und ming könnten ebenfalls austroasiatischen Sprachen entsprungen sein. Cha könnte beispielsweise der archaischen austroasiatischen Wurzel la („Blatt“) entsprungen sein, die von alten südwestchinesischen Sprachen abstammt. Sinitisch, Tibetobirmanisch und Tai Sprechende die in Kontakt mit den austroasiatisch Sprechenden kamen, entlehnten dort ihre Begriffe für Tee.

## Ableitungen vonte
| Sprache       | Wort                | Sprache            | Wort            | Sprache       | Wort           | Sprache        | Wort                         | Sprache      | Wort       |
| ------------- | ------------------- | ------------------ | --------------- | ------------- | -------------- | -------------- | ---------------------------- | ------------ | ---------- |
| Afrikaans     | tee                 | Westarmenisch      | թեյ – [tʰɛj]    | Baskisch      | tea            | Belarussisch   | гарба́та – garbáta(1)         | Katalanisch  | te         |
| Kaschubisch   | (h)arbata(1)        | Tschechisch        | té, thé(2)      | Dänisch       | te             | Niederländisch | thee                         | Englisch     | tea        |
| Esperanto     | teo                 | Estnisch           | tee             | Färöisch      | te             | Finnisch       | tee                          | Französisch  | thé        |
| Westfriesisch | tee                 | Galicisch          | té              | Deutsch       | Tee            | Griechisch     | τέϊον – téïon                | Hebräisch    | תה – te    |
| Ungarisch     | tea                 | Isländisch         | te              | Malaiisch     | teh            | Irisch         | tae                          | Italienisch  | tè         |
| Javanisch     | tèh                 | Kannada            | ಟೀಸೊಪ್ಪು – ṭīsoppu  | Khmer         | តែ – tae        | Latein (wiss.) | thea                         | Lettisch     | tēja       |
| Leonesisch    | té                  | Limburgisch        | tiè             | Litauisch     | arbata(1)      | Plattdeutsch   | Tee – [tʰɛˑɪ], Tei – [tʰaˑɪ] | Malaiisch    | teh        |
| Malayalam     | തേയില – tēyilai       | Maltesisch         | tè              | Norwegisch    | te             | Okzitanisch    | tè                           | Polnisch     | herbata(1) |
| Scots         | tea – [tiː] ~ [teː] | Schottisch-gälisch | tì, teatha      | Singhalesisch | තේ – tē         | Spanisch       | té                           | Sundanesisch | entèh      |
| Schwedisch    | te                  | Tamil              | தேநீர் – tēnīru(3) | Telugu        | తేనీరు – tēnīr(4) | Ukrainisch     | gerbata(1)                   | Walisisch    | te         |

Anm.:
- (1) von lateinisch herbis thea, in Polnisch, Ukrainisch, Litauisch, Belarussisch und Kaschubisch (in den letzten beiden Sprachen wird g- wie h- ausgesprochen)[20]
- (2) té oder thé, gilt als archaisches oder literatursprachliches Wort; seit dem frühen 20. Jahrhundert ist in der tschechischen Sprache čaj gebräuchlich.
- (3) nīr – ‚Wasser‘; tēyilai – ‚Teeblatt‘ (ilai – ‚Blatt‘)
- (4) nīru – ‚Wasser‘; ṭīyāku – ‚Teeblatt‘ (āku – ‚Blatt‘ in Telugu)

## Ableitungen voncha
| Sprache    | Wort      | Sprache     | Wort            | Sprache            | Wort              | Sprache     | Wort           | Sprache       | Wort       |
| ---------- | --------- | ----------- | --------------- | ------------------ | ----------------- | ----------- | -------------- | ------------- | ---------- |
| Chinesisch | 茶 – chá  | Assamesisch | চাহ – sah        | Bengalisch         | চা – cha           | Kapampangan | cha            | Cebuano       | tsá        |
| Englisch   | cha, char | Gujarati    | ચા – chā         | Japanisch          | 茶(1), ちゃ – cha | Kannada     | ಚಹಾ – chahā     | Khasi         | সহআ – sha  |
| Panjabi    | ਚਾਹ – cha  | Koreanisch  | 차, 茶(2) – cha | Kurdische Sprachen | ça                | Lao         | ຊາ – [saː˦˥]   | Marathi       | चहा – chahā |
| Oḍiā       | ଚା – cha   | Persisch    | چای – chā       | Portugiesisch      | chá               | Sindhi      | چانهه – chahen | Somali        | shaah      |
| Sylheti    | ছা – sa    | Tagalog     | tsaá            | Thai               | ชา – [t͡ɕʰaː˧]     | Tibetisch   | ཇ་ – ja        | Vietnamesisch | trà, chè   |

Anm.:
- (1) veraltende alternative Aussprache in der japanischen Sprache: 茶, さ – „sa“. Durch die Nutzung des japanischen Honorativpräfix: お, 御 – „O“ entsteht die alternative Höflichkeitsform: お茶, 御茶, おちゃ – „ocha“.
- (2) historische alternative Schreibung als Hanja in der koreanischen Sprache

## Ableitungen vonchay
| Sprache           | Wort           | Sprache     | Wort        | Sprache              | Wort                        | Sprache                          | Wort        | Sprache       | Wort        |
| ----------------- | -------------- | ----------- | ----------- | -------------------- | --------------------------- | -------------------------------- | ----------- | ------------- | ----------- |
| Albanisch         | çaj            | Amharisch   | ሻይ – shay   | Arabisch             | شاي – shāy                  | Assyrisch-neuaramäischer Dialekt | ܟ݈ܐܝ – chai  | Ostarmenisch  | թեյ – tey   |
| Aserbaidschanisch | çay            | Bosnisch    | čaj         | Bulgarisch           | чай – chai                  | Tschetschenisch                  | чай – chay  | Kroatisch     | čaj         |
| Tschechisch       | čaj            | Englisch    | chai        | Finnisch mundartlich | tsai, tsaiju, saiju, saikka | Georgisch                        | ჩაი – chai  | Griechisch    | τσάι – tsái |
| Hindi             | चाय – chāy      | Kasachisch  | шай – shai  | Kirgisisch           | чай – chai                  | Kinyarwanda                      | icyayi      | Judenspanisch | צ'יי – chai |
| Mazedonisch       | чај – čaj      | Malayalam   | ചായ – chaaya | Mongolisch           | цай – tsai                  | Nepali                           | चिया – chiyā  | Paschto       | چای – chay  |
| Persisch          | چای – chāī (1) | Rumänisch   | ceai        | Russisch             | чай – chay                  | Serbisch                         | чај – čaj   | Slowakisch    | čaj         |
| Slowenisch        | čaj            | Swahili     | chai        | Tadschikisch         | чой – choy                  | Tatarisch                        | çäy         | Tlingit       | cháayu      |
| Türkisch          | çay            | Turkmenisch | çaý         | Ukrainisch           | чай – chai                  | Urdu                             | چائے – chai | Usbekisch     | choy        |

Anm.:
- (1) abgeleitet von der älteren Aussprache: چا – „cha“.

## Andere
| Sprache   | Wort                | Sprache    | Wort             | Sprache    | Wort                 |
| --------- | ------------------- | ---------- | ---------------- | ---------- | -------------------- |
| Japanisch | だ – da, た – ta(1) | Koreanisch | 다 – da, [ta](1) | Birmanisch | lahpet – [ləpʰɛʔ](2) |
| Thai      | miang(2)            | Lamet      | meng             | Tai        | la                   |

Anm.:
- (1) Mahlzeit aus fermentierten Teeblättern.
- (2) fermentierter Tee.